# ایستگاه راه‌آهن کرج
ایستگاه راه‌آهن کرج در کرج، استان البرز واقع شده‌است. این ایستگاه متعلق به راه‌آهن جمهوری اسلامی ایران است. این ایستگاه در ۱٫۸ کیلومتری جنوب ایستگاه مترو کرج واقع شده‌است که یکی از ایستگاه‌های خط ۵ مترو تهران و خط۱ متروی کرج است.
در نزدیکی این ایستگاه، کارخانجات بازسازی لکوموتیو کرج قرار دارد.

## مشکلات

سردر ساختمان ایستگاه راه‌آهن کرج

به گفته خبرگزاری مهر این ایستگاه نزدیک به ۹۰ سال از عمرش می‌گذرد، ولی از این قدمت در هیچ گوشه شهر کرج اثری نیست، شما در هیچ گوشه شهر میدان یا خیابانی را نخواهید دید که با نام راه‌آهن مشخص شده باشد، هیچ تابلویی نیز برای راهنمایی مردم به سمت راه‌آهن وجود ندارد.
این ایستگاه از وجود مسائل ابتدایی در حد یک ایستگاه بزرگ محروم است. به‌طور مثال در سکوی ۲ هیچ خبری از پله برقی نیست و جابجایی چمدان را با مشکل مواجه می‌کند.

## موقعیت
| ایستگاه قبلی        |  | خط حومه‌ای تهران-کرج-هشتگرد             |  | ایستگاه بعدی       |
| ------------------- |  | -------------------------------------- |  | ------------------ |
| شهر قدسبه سمت تهران |  | راه‌آهن ایرانخط حومه‌ای تهران-کرج-هشتگرد |  | هشتگردبه سمت قزوین |
| ایستگاه قبلی        |  | راه‌آهن ایران                           |  | ایستگاه بعدی       |
| ایستگاه آخر         |  | راه‌آهن ایرانکرج-مشهد                   |  | تهرانبه سمت مشهد   |
| هشتگردبه سمت تبریز  |  | راه‌آهن ایرانتبریز-مشهد                 |  | تهرانبه سمت مشهد   |
| تهرانبه سمت میانه   |  | راه‌آهن ایرانتهران-میانه                |  | هشتگردبه سمت تهران |
| تهرانبه سمت رشت     |  | راه‌آهن ایرانتهران-رشت                  |  | قزوینبه سمت تهران  |
| تهرانبه سمت زنجان   |  | راه‌آهن ایرانتهران-زنجان                |  | قزوینبه سمت تهران  |
| ایستگاه آخر         |  | راه‌آهن ایرانکرج-مشهد                   |  | تهرانبه سمت مشهد   |

## نگارخانه

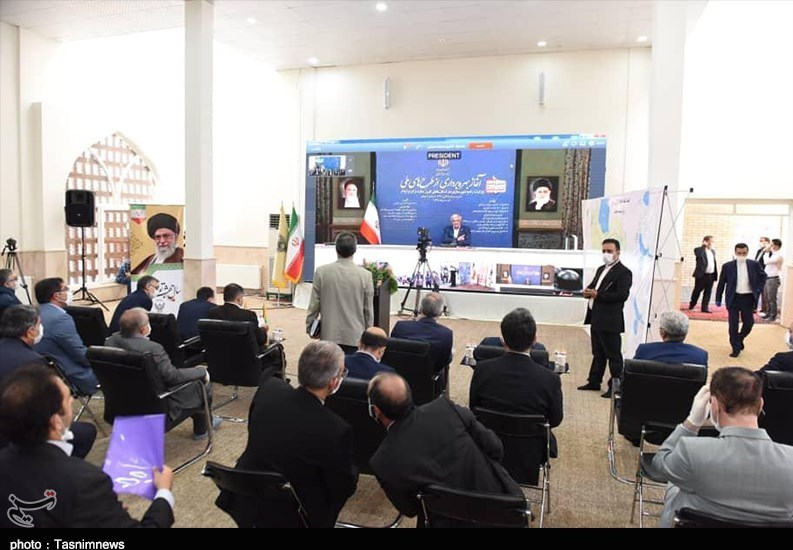
مراسم بهره‌برداری از پروژه خط دوم راه‌آهن کرج- قزوین
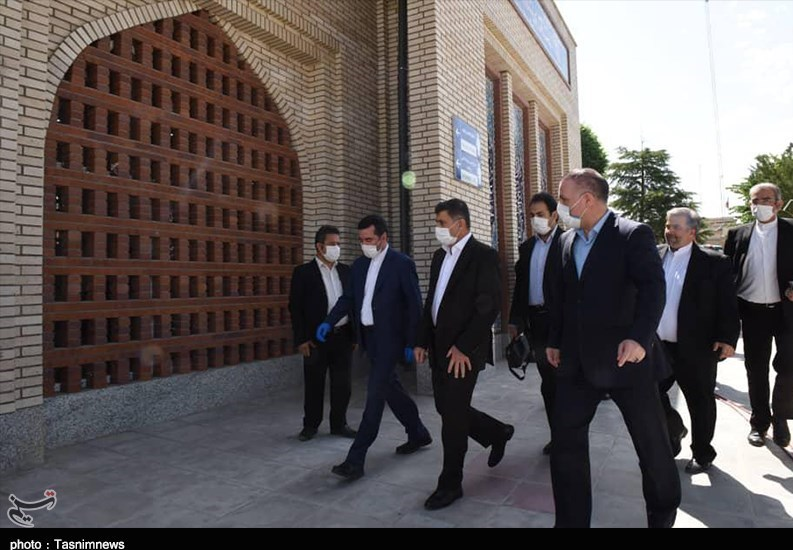
مراسم بهره‌برداری از پروژه خط دوم راه‌آهن کرج- قزوین
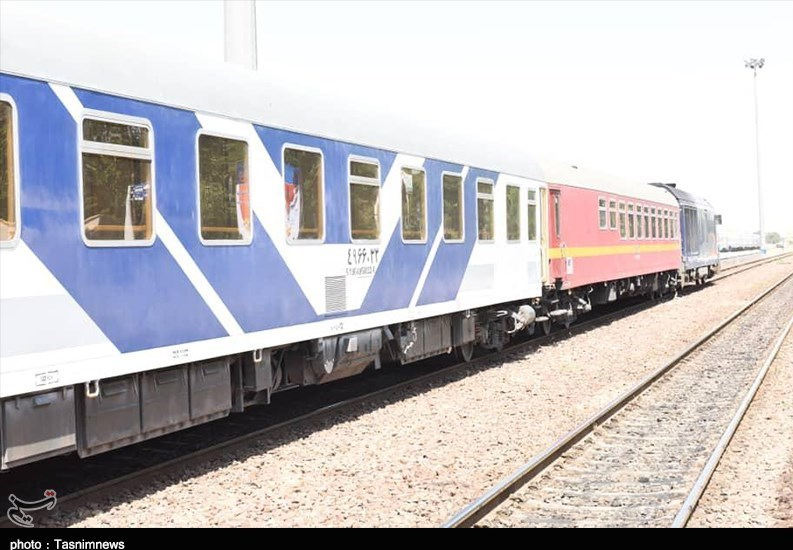
مراسم بهره‌برداری از پروژه خط دوم راه‌آهن کرج- قزوین
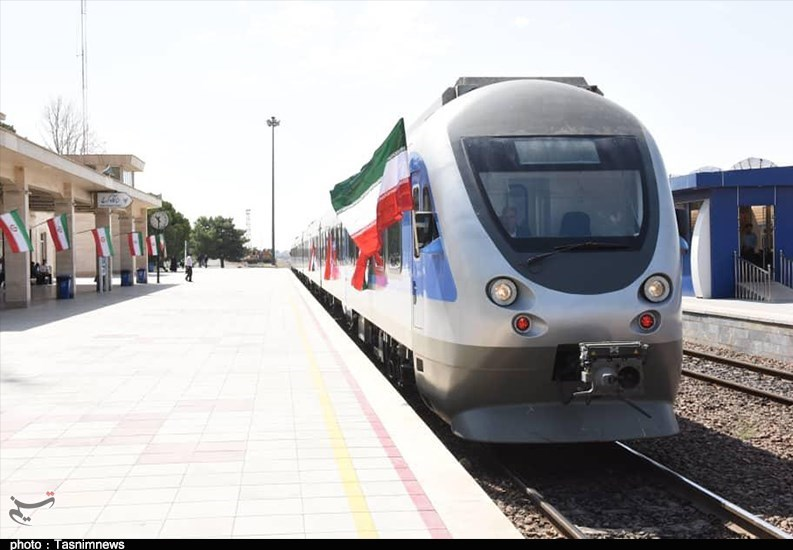
مراسم بهره‌برداری از پروژه خط دوم راه‌آهن کرج- قزوین
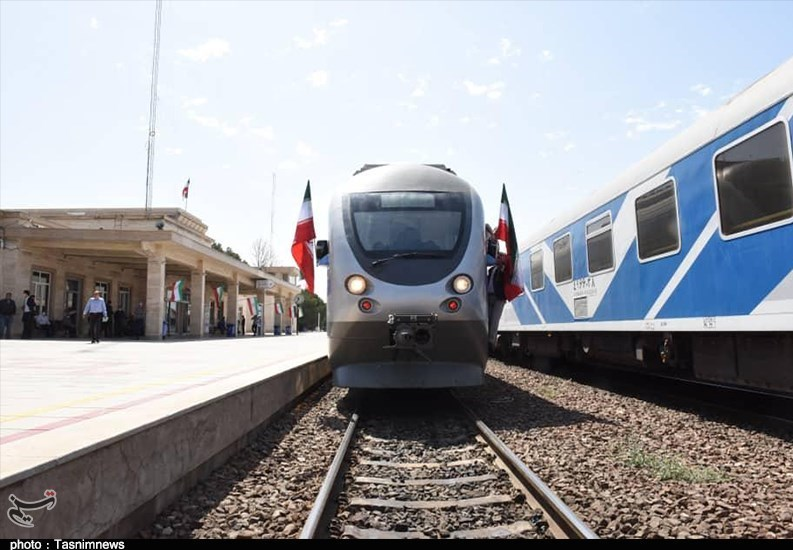
مراسم بهره‌برداری از پروژه خط دوم راه‌آهن کرج- قزوین